# Apocrypta westwoodi
Apocrypta westwoodi är en stekelart som beskrevs av Grandi 1916. Apocrypta westwoodi ingår i släktet Apocrypta och familjen fikonsteklar. Inga underarter finns listade i Catalogue of Life.